# 月刊チャージャー
月刊チャージャー（げっかん-）は、かつて発行されていたWEB上の無料マガジン。Yahoo! JAPANによるPR企画である。

## 内容
2005年6月1日オープン。Yahoo!のトップページにバナーが表示されており、そこから無料で閲覧することができた。マガジン自体は月刊誌の形をとり、日本のサラリーマンのモチベーションを充填するというスローガンが掲げられている。ちなみにタイトルの「チャージャー」も、充填する者という意味を持つ英語の「Charger」からとった。そのため企業やその他団体で働いている20から30代の人々をターゲットにしており、毎回株や経済の話をコラム形式で掲載、その他業界別の話題や流行のトピックなどを、芸能界や政財界で活躍する人々を中心に取り上げ、情報を提供するウェブサイトである。
また、グラビアアイドルの写真とインタビュー・ネット動画が見られるグラビアページや、水着ヨガ（企画は2008年8月号で一旦終了したが、2008年12月号から再開した。現在のモデルははるな梢）の特集ページも組まれている。エン・ジャパン株式会社や毎日コミュニケーションズといった企業も提供スポンサーに上がっており、サイト内では転職や企業の話題を組んだ特集も見ることができる。さらに、セントラル短資オンライントレード株式会社・ゴールドマン・サックス証券株式会社・SBIイー・トレード証券株式会社と各証券会社もスポンサーとして協賛を行っており、株投資のトピックが見られるほかにも、バナー広告がローンなどの金融商品を宣伝したものが見受けられる。
サイト内では各界で活躍する人々のコラムが連載されている。元ボクシング王者の竹原慎二は、「竹原慎二のボコボコ相談室」というコラムを連載しており、サラリーマンを中心とする人々から寄せられた悩みをやや辛口に解決する内容だが、一般的には全く役に立たない。「Mr.ストップ高」の異名を持つ株式ジャーナリスト・個人投資家の天海源一郎も、「悶々リーマンすっきり指南／だったら株なんてやめときなはれ！」というコラムを執筆。イー・トレード証券の協力の下、株投資に関する独自の方法論を展開している。その他刊SPA!連載『どるばこ』とコラボレーション企画を行うほか、「山本恭司のドリームセッション対談」や、Dr.ホッピーの「おまいら、医者の言うことは聞いておけ！」など、コンテンツはさまざまである。
概ねの内容は扶桑社から発行されている週刊誌『SPA!』のWEB版といった感じで(上述のとおり、同誌とのコラボレーション企画もある)、編集方針、読者層もそれと重なっている。
2012年3月号をもって更新を終了した。